# Вільям Стюарт Халстед
Вільям Стюарт Халстед (23 вересня 1852 — 7 вересня 1922) — американський хірург, який наголошував на суворій асептичній техніці під час хірургічних процедур, був одним із перших прихильників нововідкритих анестетиків і запровадив кілька нових операцій, зокрема радикальну мастектомію при раку молочної залози. Разом з Вільямом Ослером (професором медицини), Говардом Етвудом Келлі (професором гінекології) та Вільямом Велчем (професором патології), Галстед був одним з «великої четвірки» професорів-засновників лікарні Джона Гопкінса. [Його операційна в лікарні Джона Гопкінса знаходиться у відділенні G, її описували як маленьку кімнату, де відбувалися медичні відкриття та дива. За словами інтерна, який колись працював в операційній Холстеда, Холстед володів унікальною технікою, оперував пацієнтів з великою впевненістю і часто досягав ідеальних результатів, які дивували інтернів.
Протягом усього свого професійного життя він був залежним від кокаїну, а згодом і від морфію, які в той час не були забороненими. Як свідчить щоденник Ослера, у Халстеда розвинувся високий рівень толерантності до морфіну. Він «ніколи не міг зменшити дозу до менш ніж трьох гранул на день» (приблизно 200 мг). Залежність Халстеда стала наслідком експериментів з використання кокаїну як анестезуючого засобу, які він проводив на собі.

## Раннє життя

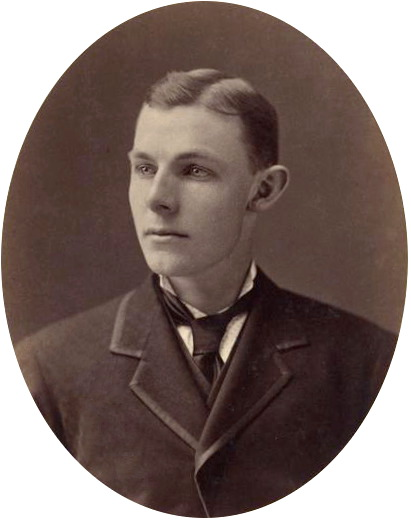
Халстед у 1874

Вільям С. Холстед народився 23 вересня 1852 року в Нью-Йорку. Його матір'ю була Мері Луїза Хейнс, а батьком — Вільям Міллз Холстед-молодший. Він був найстаршим з чотирьох дітей. Його батько був бізнесменом у компанії «Холстед, Хейнс і компанія», яка займалася постачанням галантерейних товарів. Вільям Голстед-молодший був дуже залучений до життя громади. Сім'я Вільяма С. Голстеда мала англійське походження і була дуже заможною, маючи два будинки в штаті Нью-Йорк. Один з їхніх будинків знаходився на П'ятій авеню в Нью-Йорку, а інший — у маєтку в окрузі Вестчестер, штат Нью-Йорк. Хоча Холстед був вихований у пресвітеріанській церкві, у зрілому віці він став агностиком. Холстед навчався вдома з репетиторами до 1862 року, коли у віці десяти років його відправили до школи-інтернату в Монсоні, штат Массачусетс. Йому не подобалася його нова школа, і він навіть втік звідти одного разу. Пізніше його зарахували до Академії Філліпса в Андовері, штат Массачусетс, яку він закінчив у 1869 році. Після року навчання вдома вступив до Єльського коледжу. У Єлі Холстед був капітаном футбольної команди, грав у бейсбол і веслував у команді екіпажу, але його академічні досягнення були нижчими за середні. Однією з його соціальних невдач став випускний рік, коли його не прийняли до престижного таємного товариства «Череп і кістки». Наприкінці останнього курсу Єльського коледжу у нього з'явився новий інтерес до медицини. Галстед відвідував медичні лекції в Єльській медичній школі та вивчав книги з анатомії та фізіології.

## Медична освіта
Після закінчення Єльського університету в 1874 році Галстед вступив до Коледжу лікарів і хірургів Колумбійського університету. Історики не впевнені, чому Галстед відвідував медичну школу. Деякі вважають, що його надихнула участь батька в медичних організаціях. Інші думають, що він не міг уявити себе в сімейному бізнесі. Вступивши до медичної школи, він залишив свої ранні академічні труднощі позаду. Серед лікарів, які відіграли центральну роль у його становленні як науковця-медика, є Генрі Б. Сендс, відомий хірург, який був наставником Галстеда в цей час. Холстед працював асистентом професора фізіології Джона Колла Далтона, який також мав на нього великий вплив. Під час навчання в медичній школі Холстед у вільний час працював в аптеці. Після двох років навчання в медичній школі Холстед почав вигоряти. Він скаржився на погану пам'ять, тому влітку другого року навчання поїхав на Блок-Айленд у Род-Айленді. Тут він навчався, одночасно беручи участь у таких заходах, як риболовля та вітрильний спорт. Потім він склав конкурсний іспит, щоб подати заявку на стажування в лікарні Бельв'ю в Нью-Йорку, хоча ця програма була відкрита лише для студентів з медичною освітою. Холстед дуже добре склав іспит і був удостоєний можливості пройти стажування на посаді домашнього хірурга лікарні Бельв'ю, в якій пробув протягом року.
Більшу частину свого стажування Холстед провів у медичних палатах, але також допомагав у деяких хірургічних операціях. Умови в лікарні були дуже антисанітарними; кровотечі у пацієнтів були звичайною практикою в той час, а хірургічні інструменти не були так добре доглянуті, як зараз. Інтерни бігали по лікарні з відрами, повними гною від пацієнтів. Під час інтернатури Галстед познайомився з використанням антисептиків завдяки лікарям, які використовували методику Джозефа Лістера, створену в 1867 р. Це викликало інтерес у Галстеда, і він допомагав у боротьбі з інфекціями в Бельвю протягом решти інтернатури. Він закінчив свою академічну кар'єру в першій десятці свого класу в медичній школі. Потім він взяв участь у конкурсі, який поставив його на перше місце у своєму класі. 1877 року він закінчив навчання зі ступенем доктора медицини.

## Медична кар'єра
Після закінчення університету Галстед приєднався до Нью-Йоркського госпіталю як домашній лікар у квітні 1878 року, де він запровадив лікарняну карту, яка відстежувала температуру, пульс і дихання пацієнта. Саме в Нью-Йоркському госпіталі Холстед познайомився з патологоанатомом Вільямом Велчем, який став його найближчим другом. Він залишив Нью-Йоркський госпіталь у жовтні 1878 року.
Холстед вичерпав усі можливості медичної освіти, які могли запропонувати Сполучені Штати на його посаді, оскільки на той час не існувало жодної програми для підготовки недавніх випускників медичних шкіл до кар'єри в медицині. Тоді Галстед поїхав до Європи, де навчався під керівництвом кількох видатних хірургів і вчених, зокрема Едоардо Бассіні, Ернста фон Бергмана, Теодора Біллрота, Генріха Брауна, Ганса Кіарі, Фрідріха фон Есмарха, Альберта фон Келлікера, Яна Мікуліча-Радецького, Макса Шеде, Адольфа Штера, Річарда фон Фолькмана, Антона Вьольфлера, Еміля Цукеркандля. Серед інших він особливо зблизився з Антоном Вельфлером, що дало йому необмежений доступ до ресурсів. Відносини, які Голстед встановив з цими майбутніми лідерами у своїх галузях, триватимуть все життя. У цей час в Європі рак тільки починав вивчатися більш широко, що робить час його приїзду ідеальним. Цей досвід надихнув його на безліч нових медичних ідей і практик, яким він сприятиме в Сполучених Штатах.
Галстед повернувся до Нью-Йорка у 1880 році і наступні шість років вів надзвичайно активне та енергійне життя. Як і тоді, коли Галстед відвідав Європу, це був сприятливий час для його участі, оскільки хірургія стояла на порозі різних важливих відкриттів. Він оперував у кількох лікарнях, включаючи лікарню на Чемберс-стріт, Коледж лікарів і хірургів, де він був асистентом-демонстратором з анатомії, Благодійний госпіталь, Лікарня Бельвю та лікарня Рузвельта (в даний час Mount Sinai West), де він був запрошеним лікарем у всіх трьох, та Емігрантський госпіталь, де він був головним хірургом. У лікарні Бельвю він переконав лікарню встановити намет, який використовувався як його хірургічна зона, де він міг практикувати ідею антисептичної хірургії. На той час цей проект коштував 10 000 доларів.
Галстед також почав викладати, але він значно відійшов від класичних методів навчання. Він реформував клас, створивши більше практичного досвіду в поєднанні з теорією для своїх студентів, які, як правило, були найкращими у своїх класах. Завдяки цьому він був надзвичайно популярним, надихаючим і харизматичним викладачем. У 1882 році він провів одну з перших операцій на жовчному міхурі в США, холецистотомію, виконану його матері на кухонному столі о 2 годині ночі, під час якої він видалив сім жовчних каменів. Його мати повністю одужала. Галстед також провів одне з перших екстрених переливань крові в США. Його викликали до сестри після того, як вона народила дитину. Він побачив, що вона знепритомніла від втрати крові, і наважився на сміливий крок — здав свою кров, перелив свою кров сестрі, а потім прооперував її, щоб врятувати їй життя. Завдяки цим операціям Халстед став відомим як сміливий, і його репутація як хірурга поступово зростала.
У 1884 році Халстед прочитав доповідь австрійського офтальмолога Карла Коллера, в якій описувалася анестезуюча дія кокаїну при закапуванні на поверхню ока. Халстед, його студенти та колеги-лікарі експериментували один на одному, і продемонстрували, що кокаїн може викликати безпечну та ефективну місцеву анестезію при місцевому застосуванні та ін'єкціях. Холстед також вводив собі наркотик, щоб протестувати його перед застосуванням на своїх пацієнтах під час операцій. У процесі роботи Галстед та деякі інші його колеги стали залежними від препарату. Галстед і Др. Річард Холл були єдиними колегами, які стали залежними і пережили свої проблеми з кокаїном. Халстед продовжував активну кар'єру, борючись зі своєю залежністю протягом п'яти років. Однак за цей час з'явилися деякі підказки про його стан.
У 1885 році Холстед опублікував статтю в Нью-Йоркському медичному журналі, але вона була незв'язною. Вона демонструвала, в якому стані перебував Голстед зі своєю залежністю від кокаїну. Його близький друг Гарві Фаєрстоун усвідомлював серйозність ситуації, і організував викрадення Холстеда та посадку на борт пароплава, що прямував до Європи. Протягом двох тижнів, необхідних для завершення подорожі, Холстед пройшов ранню, грубу форму детоксикації. Після повернення до Сполучених Штатів він знову потрапив у залежність і добровільно визнав себе залежним у санаторії «Батлер» у провінції Провіденс, Род-Айленд, де його намагалися вилікувати від кокаїнової залежності за допомогою морфію. Він пробув там сім місяців. Незважаючи на те, що він залишався залежним від морфію до кінця свого життя, він продовжив свою кар'єру хірурга-новатора; багато з його інновацій залишаються стандартними процедурами в операційній. Однак залежність від кокаїну поклала край його медичній кар'єрі в Нью-Йорку.
Після звільнення з Батлера у 1886 році Холстед переїхав до Балтимора, штат Меріленд, щоб приєднатися до свого друга Вільяма Велша в організації та запуску нової лікарні Джона Гопкінса. Холстед почав працювати в експериментальній лабораторії Велча і представив доповідь у Гарвардській медичній школі. Незабаром після цього його знову прийняли до лікарні Батлера, де він пробув дев'ять місяців. Після цього він повернувся до Балтимору. Коли в травні 1889 року відкрилася лікарня Університету Джона Гопкінса, він став завідувачем амбулаторного відділення, виконуючим обов'язки хірурга лікарні та доцентом кафедри хірургії за рекомендацією Велча, коли перший кандидат на цю посаду не пройшов відбір. Ці нижчі посади натякали на те, що адміністрація все ще була стурбована минулою кокаїновою залежністю Холстеда. У 1890 році його призначили головним хірургом лікарні. 1892 року Галстед разом із Велчем, Вільямом Ослером і Говардом Келлі заснував Медичну школу Джона Гопкінса і був призначений її першим професором хірургії. У порівнянні з його викладанням у Нью-Йорку, викладання Галстеда занепадало. Він приділяв увагу окремим студентам та ігнорував решту. Однак він також давав певним ординаторам, які працювали під його керівництвом, безпрецедентний досвід навчання через обсяг відповідальності, яким він їх нагороджував. За ці роки в університеті Джона Гопкінса йому приписують численні досягнення в хірургічному світі.

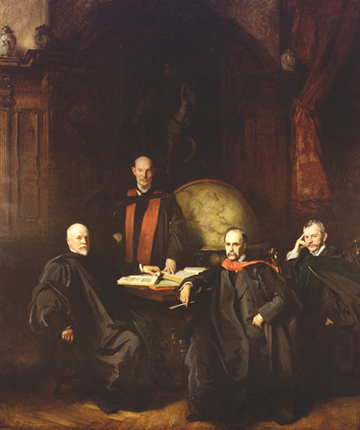
Чотири лікарі: Ослер, Халстед, Велш і Келлі.

## Досягнення
Галстеду приписують започаткування першої офіційної програми підготовки хірургічних ординаторів у США в Університеті Джона Гопкінса. Він базувався в основному на ідеях, які він отримав в Європі, особливо у німців, австрійців та швейцарців. Це стало основою для сучасних програм підготовки резидентів. Програма починалася зі стажування невизначеної тривалості (особи переходили на наступний рівень навчання, коли Халстед вважав, що вони готові до нього), потім шість років роботи асистентом ординатора, а потім два роки домашнього хірурга.
Ця програма також була розроблена для створення рольових моделей і вчителів для наступного покоління хірургів. Галстед підготував багатьох видатних академічних хірургів того часу, в тому числі Гарві Вільямса Кушинга та Волтера Денді, засновників хірургічної підспеціальності нейрохірургії; та Г'ю Г. Янга, засновника спеціальності урології. Його методи навчання хірургів поширилися спочатку на решту Балтимора, а потім і на всю територію США. Багато видатних діячів медичної хірургії зазнали впливу його нової системи навчання, і вона мала глибокий вплив на американську медицину.
Холстед вірив, що рак поширюється через кровотік, і тому вважав, що достатнє локальне видалення пухлини вилікує рак. Це переконання привело його до проведення першої радикальної мастектомії з приводу раку молочної залози в США в лікарні Рузвельта в Нью-Йорку в 1882 році, операція, яку вперше була проведена у Франції за століття до цього Бернаром Пейріле (1735—1804). Халстед спостерігав, як німецький хірург проводив все більш агресивні операції з видалення ракових пухлин з молочної залози, але пацієнти все одно рецидивували навіть після цієї більш агресивної операції. Англійський хірург Чарльз Мур вважав, що потрібно видаляти ще більше тканин молочної залози, а лікарі, які намагаються врятувати жінок від каліцтва, роблять їм ведмежу послугу. Галстед вийшов на новий рівень, зрештою вдавшись до видалення великого грудного м'яза, лімфатичних вузлів біля ключиці та лімфатичних вузлів біля пахвової западини. Деякі хірурги в Європі навіть видаляли ребра жінкам, хворим на рак молочної залози. Це призводило до значного спотворення прооперованих жінок. Холстед представив свої результати на конференції Американської хірургічної асоціації в Новому Орлеані в 1898 році, дійшовши висновку, що процедура значно знижує відсоток місцевого рецидиву. Він також представив нові дослідження в 1907 році, показавши ті ж результати. За роки, що минули після досліджень Холстеда, радикальна мастектомія потрапила під критику. Зараз відомо, що виживання від раку молочної залози тісніше пов'язане з тим, наскільки рак поширився до операції, ніж з тим, скільки його було видалено під час операції.
Галстед створив кілька методів хірургічного втручання, щоб звести до мінімуму пошкодження тканин і кровопостачання. Деякі з цих нових досягнень включали різні типи щипців, швів та лігатур. Окрім роботи над раком молочної залози, Галстед також зробив внесок у хірургічне лікування інших захворювань, включаючи аневризму судин, пахову грижу та певний вид первинної карциноми ампули Ватера.[9] Крім того, він допоміг розробити анестезію, яка є невід'ємною частиною сучасної хірургії. Як один з перших прихильників гемостазу та дослідників загоєння ран, Холстед започаткував принципи Холстеда, сучасні хірургічні принципи контролю кровотечі, точного анатомічного розтину, повної стерильності, точного наближення тканин при закритті ран без надмірної герметичності та дбайливого поводження з тканинами.
Холстед також брав участь у впровадженні гумових рукавичок в операційній для проведення хірургічних операцій у 1889 р. Основною причиною впровадження гумових рукавичок був захист рук операційної медсестри Керолайн Хемптон. Вона страждала від контактного дерматиту та болючої екземи внаслідок використання антисептиків, тому Холстед домовився з компанією Goodyear Rubber Company про виготовлення для неї гумових рукавичок «на замовлення». Пізніше Керолайн Хемптон залишила роботу медсестри, щоб стати дружиною Халстеда. Хоча використання рукавичок спочатку не підтримувалося з санітарних міркувань, такі рукавички різко підвищили чистоту операцій, як пізніше продемонстрував Джозеф Кольт Бладгуд.
Серед інших досягнень — успіхи в хірургії щитоподібної залози, жовчовивідних шляхів, гриж, кишкових і артеріальних аневризм.
Г. Л. Менкен вважав Халстеда найвидатнішим лікарем з усієї групи Джона Гопкінса, і похвала Менкена його досягненням, коли він переглядав біографію доктора Маккалума в 1930 році, є пам'ятною даниною поваги. «Його внесок у хірургію був численним і різноманітним. Він запровадив використання місцевих анестетиків, першим вдягнув гумові рукавички, розробив багато нових і геніальних операцій. Але його головна заслуга була більш загальною, і її важко описати. Вона полягала в тому, що він запровадив новий, кращий спосіб поводження з пацієнтом. Антисептика і асептика, що з'явилися в його молодості, звернули увагу хірургів на зовнішні і часто сторонні речі. Борючись з мікробами, вони, як правило, забували про конкретного хворого на столі. Доктор Халстед все це змінив. Він показав, що тканини, з якими поводилися люди, хоч і не могли кричати, але могли страждати і вмирати. Він вивчав природні відновлювальні сили організму і показував, як їх можна використати для допомоги пацієнтові. Він виступав проти бездумного розрізання і вчив, що хірург повинен ходити дуже обережно. Доктор Вільям Мейо, один із засновників клініки Мейо, якось зауважив, що доктор Галстед так довго виконував процедури, що пацієнти зазвичай одужували ще до того, як він встигав зашити розріз. Хоча, як і більшість людей його професії, він не мав релігії, він відродив і зміцнив давній вислів Амбруаза Паре: „Бог вилікував його; я допоміг“. Перш за все, він був чудовим учителем, хоча формально ніколи не викладав. Молоді люди, які виходили з його операційної, були чудово підготовлені, і сьогодні вони є однією з найбільших прикрас американської хірургії».

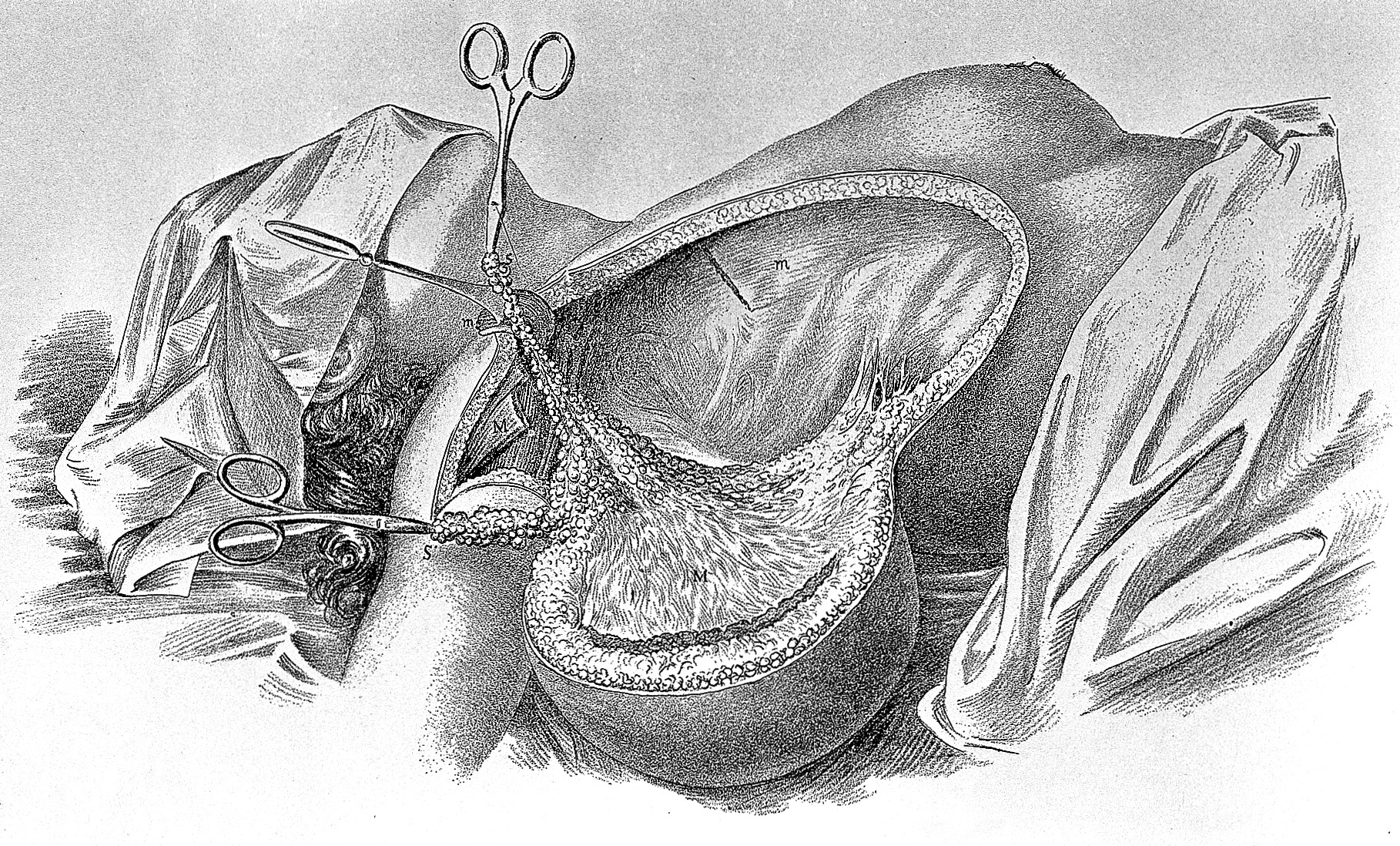
Радикальна мастектомія

## Особисте життя
У 1890 році Галстед одружився з Керолайн Гемптон, племінницею Вейда Гемптона ІІІ, колишнього генерала армії Конфедеративних Штатів, а також колишнього губернатора Південної Кароліни. Вони придбали у трьох тіток Керолайн гірський маєток Хай-Гемптон у Північній Кароліні. Там Галстед вирощував жоржини і займався астрономією; у них з дружиною не було дітей. Він помер 7 вересня 1922 року, не доживши 16 днів до свого 70-річчя, від бронхопневмонії, що стала ускладненням операції з видалення каменів у жовчному міхурі та холангіту.

## Хронологія
1870
- Випускники Академія Філліпса в Андовері.
- Капітан першої американської команди з 11 гравців футбол
  - Це гра проти Ітонського коледжу, за два роки до першого щорічного футбольного матчу між Єльським та Гарвардським університетами.
  - Інші види спорту: веслування, гімнастика, бейсбол (шорт-стоп).

1874
- Закінчив Єльський університет
  - Мультиспортсмен атлет, Галстед є посереднім студентом.
  - Не виявляв жодного інтересу до медицини до випускного класу, коли його зацікавила анатомія Грея та підручник з фізіології Джона К. Дальтона.
- Вступає до Коледжу терапії та хірургії Колумбійського університету в Нью-Йорку
  - Халстеда призначили асистентом самого Джона К. Далтона та професора анатомії та хірургії Генрі Б. Сендса як наставника.

1876
- Жовтень: Починає стажування в лікарні Бельвю, хоча закінчив лише два роки медичної школи.

1878
- З липня по жовтень: Працює домашнім лікарем у Нью-Йоркському госпіталі
- Листопад: Починає навчання у Відні під керівництвом Теодора Біллрота

1879
- Навчання в Німеччині

1880
- Повертається до Нью-Йорка

1880–1886
- Призначення в декількох лікарнях, включаючи Bellevue та Roosevelt Hospital.

1881
- Перше екстрене переливання крові, зроблене сестрі
  - Знайшовши свою сестру майже мертвою від післяпологової кровотечі, Халстед сміливо бере власну кров і вливає її сестрі, рятуючи їй життя.
  - Халстед передбачає знання про можливість відторгнення крові.
- Виконує одну з перших операцій з видалення каменів у жовчному міхурі в США, виконану матері
  - Відвідавши матір в Олбані, він виявив у неї тріаду Шарко (лихоманка, біль у правому верхньому квадранті, жовтяниця).

1882
- Розробка радикальної мастектомії Halsted як методу лікування раку молочної залози

1883–1886
- Статті описують переливання крові, аутотрансфузії, інфузії сольових розчинів
  - Серед перших запропонував заміну крові під час операції, а також аутотрансфузію та внутрішньовенне введення фізіологічного розчину для лікування шоку, хоча ці ідеї забули на десятки років, перш ніж вони стали стандартом медичної допомоги.

1884
- Використання кокаїну для місцевої анестезії продемонстрував Карл Коллер
- Починає дослідження кокаїну, розробляє нервову блокаду та інші методи місцевої анестезії.
  - У Халстеда та його колег розвивається сильна кокаїнова залежність.

1885
- - Він опублікував лише одну статтю на цю тему в New York Medical Journal
    - Письмо Галстеда, безсумнівно, заплямоване слідами сп'яніння.

1886
- Спроби детоксикації від кокаїну
  - Учень Харві Кушинг ніколи не підозрює про кокаїнову звичку.
  - Період між боротьбою з кокаїновою залежністю та вступом до Університету Джона Гопкінса знаменує собою різку зміну особистості Голстеда: від сміливого та життєрадісного екстраверта до невпевненого, антисоціального інтроверта.
  - Згодом Холстед стає залежним від морфію, про що майже ніхто не здогадується. Про це розповідається в книзі Вільяма Ослера «Внутрішня історія лікарні Джона Гопкінса» (William Osler: The Inner History of Johns Hopkins Hospital).

1888
- Переїжджає до Балтімора

1889
- Відкривається лікарня Джона Хопкінса
  - Серед сучасників — Вільям Х. Велч, Вільям Ослер, Говард Келлі, Франклін Молл, Вільям Хоуелл та Джон Джейкоб Абель.
- Винахід хірургічних рукавичок
  - У старшої медсестри операційної та майбутньої дружини Керолайн Хемптон розвивається дерматит через хімічні речовини, що використовуються для дезінфекції рук перед операцією.
  - Це спонукало Halsted найняти компанію Goodyear Rubber Company для виготовлення тонких рукавичок, які не будуть перешкоджати необхідній чутливості.
  - Халстед лише згодом усвідомлює вплив рукавичок на антисептику.
  - Далі Галстед створює хірургічні халати та шапочки.
- Одночасно з Едоардо Бассіні публікує метод лікування пахової грижі.
  - Раніше пахові грижі були пов'язані з високим рівнем смертності.
  - Незважаючи на те, що операція Halsted II виконується нечасто, вона залишається золотим стандартом на сьогоднішній день, а рівень післяопераційних ускладнень лише трохи покращився порівняно з 7 %, які спостерігалися при операції Halsted.

1890
- Призначається першим головним лікарем хірургії в лікарні Джона Хопкінса
- 4 червня: Одружується з Керолайн Гемптон, племінницею генерала Південної Кароліни Вейда Гемптона.
  - The married couple are described as opposites in appearance.
    - Денді, одягнений у європейські костюми та паризькі черевики з бруківки, Халстед, як відомо, одягається бездоганно, навіть сорочки щороку надсилає до Парижа на прання.
    - Стиль пані Галстед описують як строгий.

  - У Халстеда і його дружини ніколи не було дітей, але у них були такси, в тому числі Сіслі (або Сіслі), Фріц, Ніп і Так. У 1915 році він писав, що Ніп помер через кілька тижнів після Сіслі (MacCallum, 1930, p 120).
  - Вони живуть окремо у триповерховому цегляному будинку в Балтиморі: Холстед — на другому поверсі, Керолайн і канікси — на третьому.
  - Щоліта вони проводять один місяць у Хай-Гемптоні, родинному маєтку Керолайн площею 2000 акрів (8 км²) у Північній Кароліні.

1892
- Виконує першу успішну перев'язку підключичної артерії

1893
- *Перші студенти-медики Університету Джона Хопкінса, 15 чоловіків і 3 жінки, розпочинають навчання
  - Це стало можливим завдяки зусиллям чотирьох молодих мешканок Балтімора — усіх жінок, які зібрали гроші, необхідні для відкриття школи, лише за умови, що жінкам будуть надані рівні можливості для вступ
  - Ці жінки були доньками попечителів університету: М. Кері Томас, Мері Елізабет Гарретт, Мері Ґвін та Елізабет Кінг.
  - Гаррет вніс додаткову суму з додатковими умовами: вони встановлювали передумови для вступу до медичної школи.

1896
- Харві Кушинг розпочинає тренування під керівництвом Холстеда

1898
- Американська хірургічна асоціація визнала мастектомію Халстеда та пластику пахвинної грижі золотими стандартами

1901
- Відкриття груп крові Карлом Ландштейнером

1909
- Теодор Кохер став першим хірургом, який отримав Нобелівську премію

1918
- Холстед обраний президентом Мерілендського медичного хіругічного товариства.

1919
- Жовчний міхур Халстеда видаляє колишній студент Річард Фолліс

1920
- Вийшла друком «Оперативна історія про зоб»

1922
- Розвивається холедохолітіаз, післяопераційні ускладнення; помирає в Балтиморі, штат Меріленд, 7 вересня 1922 року.
  - Операцію проводять колишні студенти Хойер і Монт Рід.
  - При закритті жовчної протоки використовується власна методика Халстеда.
  - Серед ускладнень — шлунково-кишкова кровотеча та післяопераційна пневмонія, яка стала причиною смерті.

## Епоніми
- Закон Холстеда: пересаджена тканина буде рости лише за умови нестачі цієї тканини у хазяїна.
- Операція Халстеда I: операція з приводу пахової грижі
- Операція Халстеда II: радикальна мастектомія з приводу раку молочної залози
- Симптом Халстеда: медична ознака раку молочної залози
- Шов Халстеда: матрацний шов для ран, які менше рубцюються
- Пінцет від комарів: різновид кровоспинного засобу
- Ключично-ключично-соскоподібна зв'язка: утворюється з щільної конденсації ключично-соскоподібної фасц